# Laila Mikkelsen
Laila Solveig Mikkelsen (Vardø, Finnmark, 20 de agosto de 1940-Oslo, 13 de enero de 2023) fue una directora, escritora y productora de cine noruega. 

## Carrera artística
Debutó en el cine en 1976 con Oss. Su película Little Ida está ambientada durante la ocupación alemana de Noruega y recibió atención internacional. Su película Hermanos en la tierra de Dios (en noruego: Søsken på Guds jord) se basó en una novela de Arvid Hanssen.
Falleció el 13 de enero de 2023 a los 82 años, en Oslo.

## Filmografía
- 1976, Oss, como directora
- 1980, Nedtur, como productora
- 1981, Liten Ida, como directora
- 1983, Ja vi elsker, como productora
- 1983, Søsken på Guds jord,  como directora
- 1984, Snart 17,  como directora
- 1988, Begynnelsen på en historie, como productora
- 2000, Å se en båt med seil, como productora